# Монастирська школа (Божениця)
Будівля школи в селі Божениця є найстарішою збереженою будівлею монастирської школи Ботевградської громади .

## Історія
Записи церковних книг і спогади літніх людей з села свідчать, що вчителі тут навчали задовго до будівництва школи. Через часті перерви шкільної діяльності протягом багатьох років початком освітньої діяльності прийнято вважати 1806 рік. Тоді було побудовано приміщення і Стоян Кнезовськи призначений вчителем. Пізніше він був висвячений у священика. У 1834 році на старих фундаментах зруйнованого храму була побудована церква «Святої Петки-Параскеви болгарської». У безпосередній близькості до неї 1835 року побудована монастирська школа.
Більшість викладачів — з Божениці та навколишніх сіл. Заробітна плата вчителів була невисокою, тому вони отримували від учнів певну кількість їжі. Тут пройшли навчання від 80 до 100 дітей, деякі з яких приїхали з навколишніх сіл. Спочатку освіта спирається лише на релігійні предмети — Часослов, Псалтир і Святе Письмо, а потім до вивчення включили буквар і математику. Не було чітких класів і підрозділів. Учитель проводив кожному учневі урок окремо, а субота була днем обговорення. Не було ніяких змін. Заняття тривали 2-3 години. Дисципліна була суворою, підтримувалася як учителем, так і черговими учнями. Покарання були: стояння прямо, на колінах, биття палицею по руках, по ногах, смикання за волосся. Під столом відводилося місце для учня, що найбільше провинився. Прибирання проводилося самими учнями.
Будівля школи згоріла в 1855 році, на її місці було збудовано нову в 1880 році, яка успішно функціонувала до 1943 року та існує до сьогоднішнього дня, У 2006 році за рахунок коштів жителів села та громади Ботевград школа була відремонтована і облаштована як музей, філія Історичного музею в Ботевграді .

## Галерея

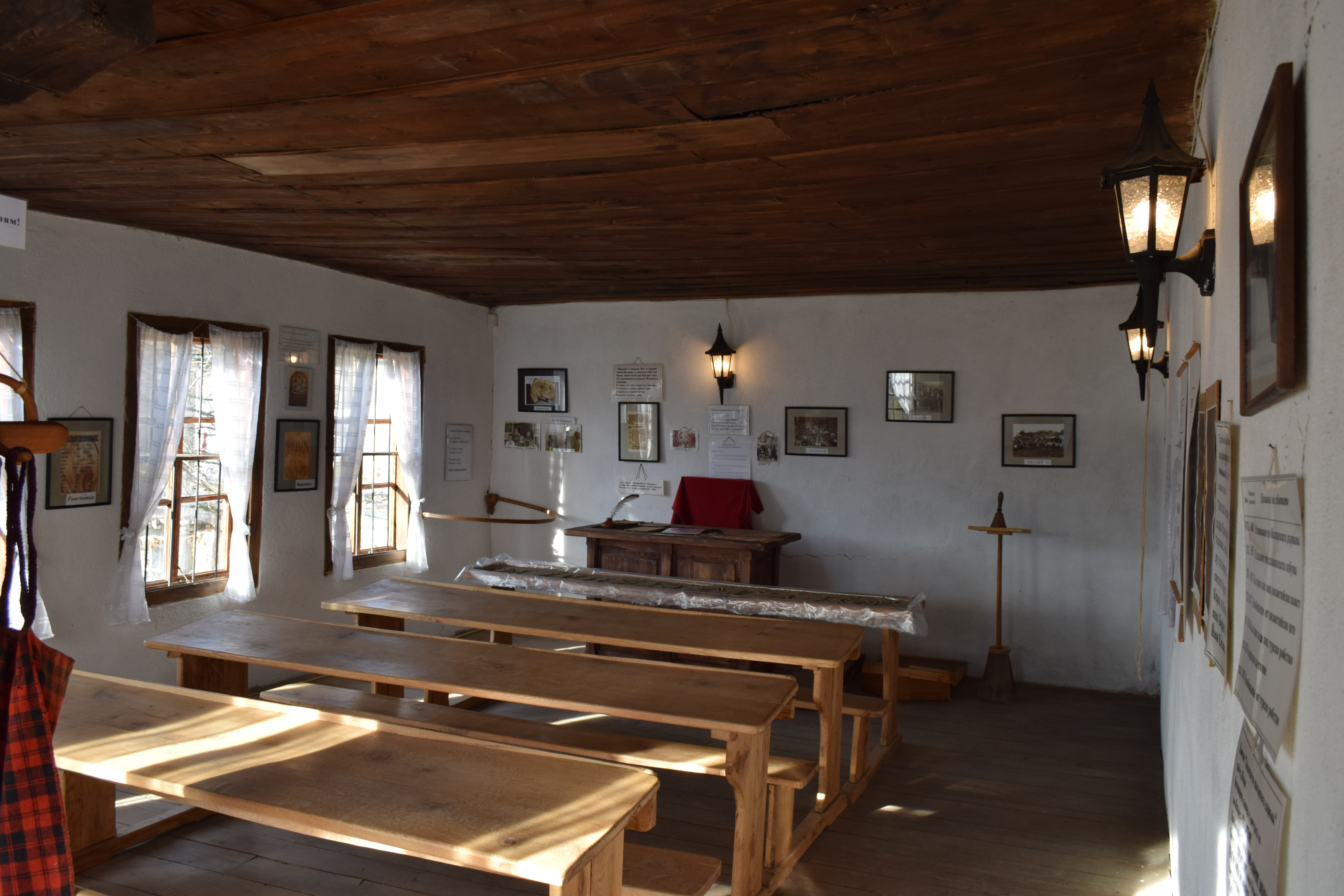
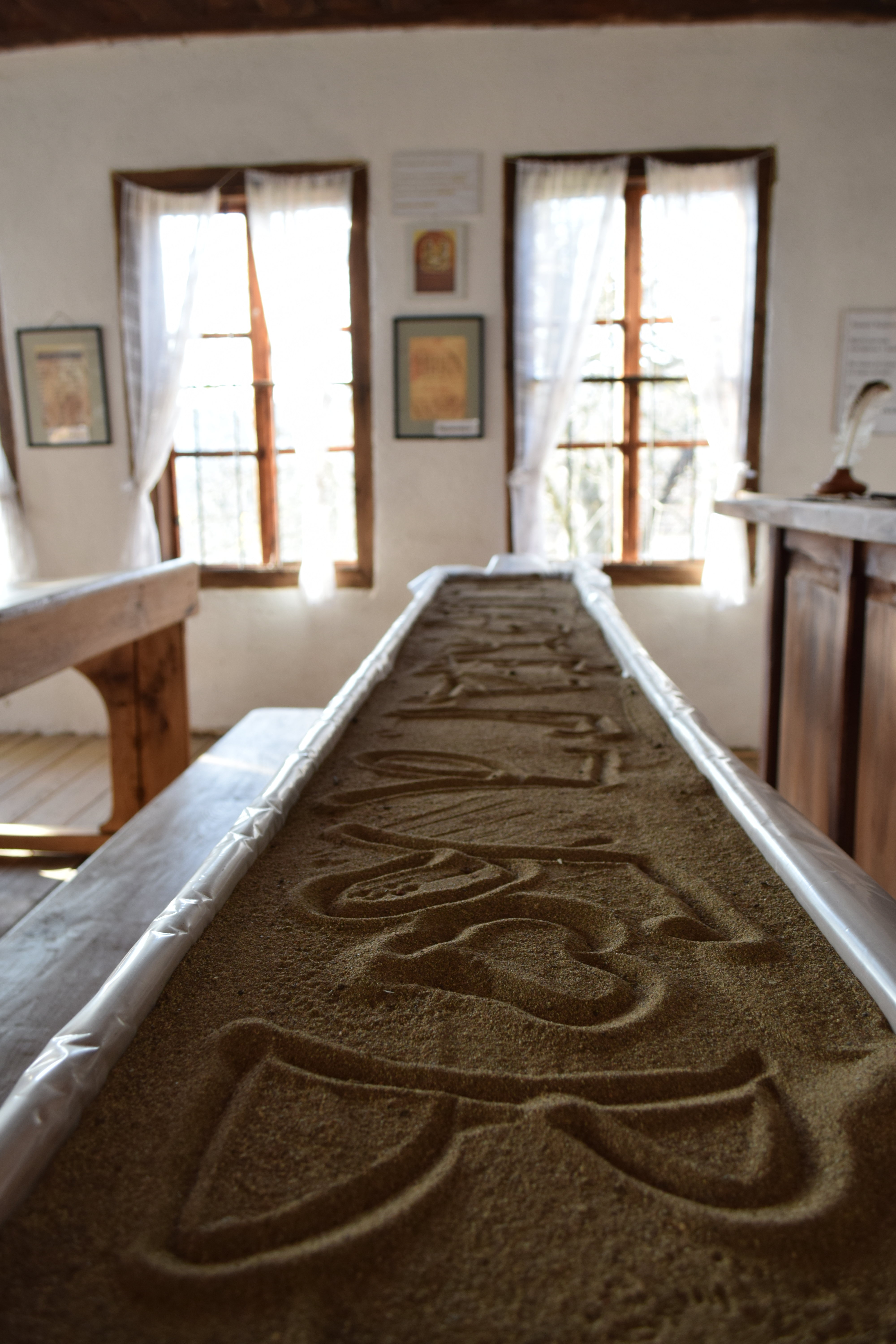
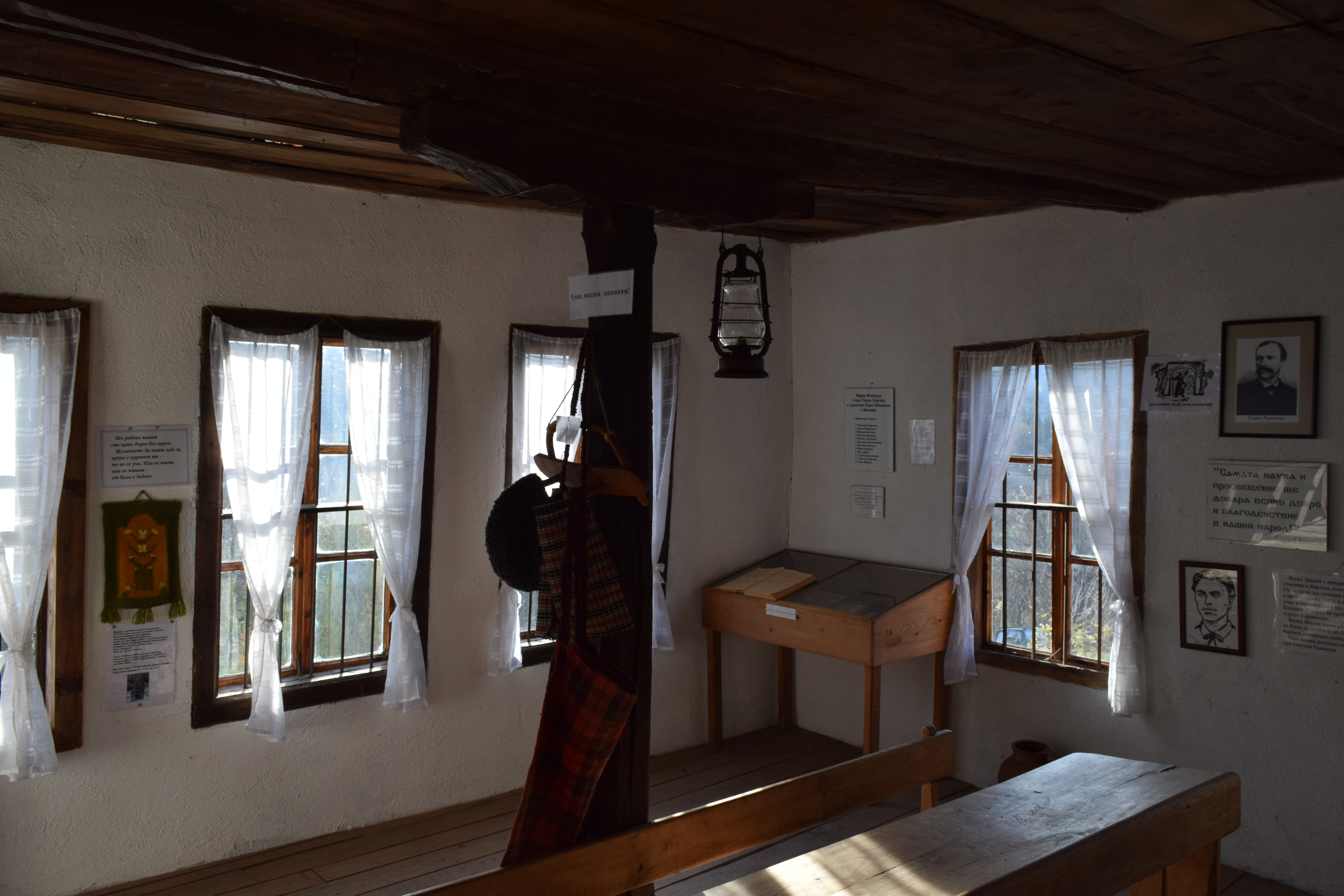
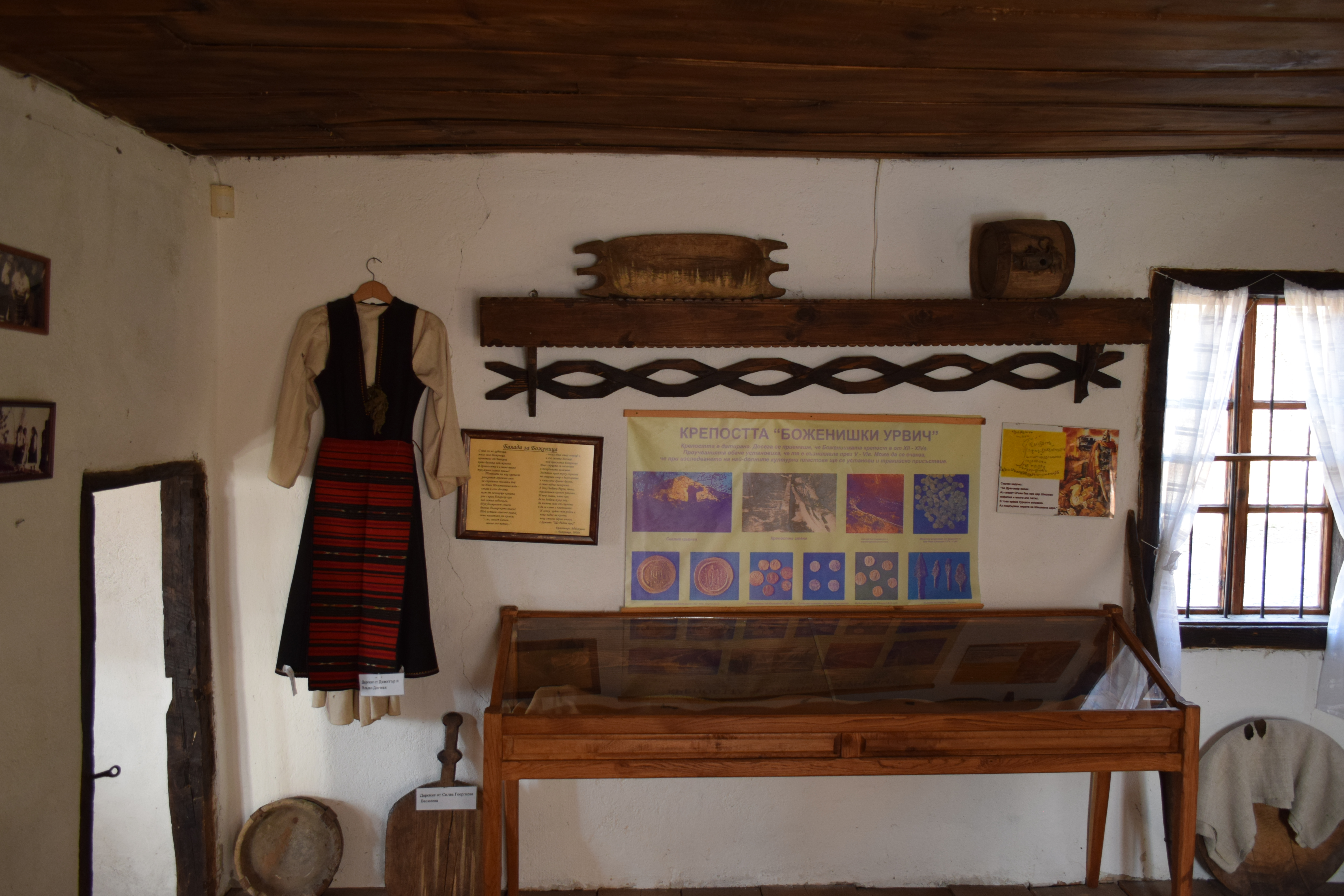
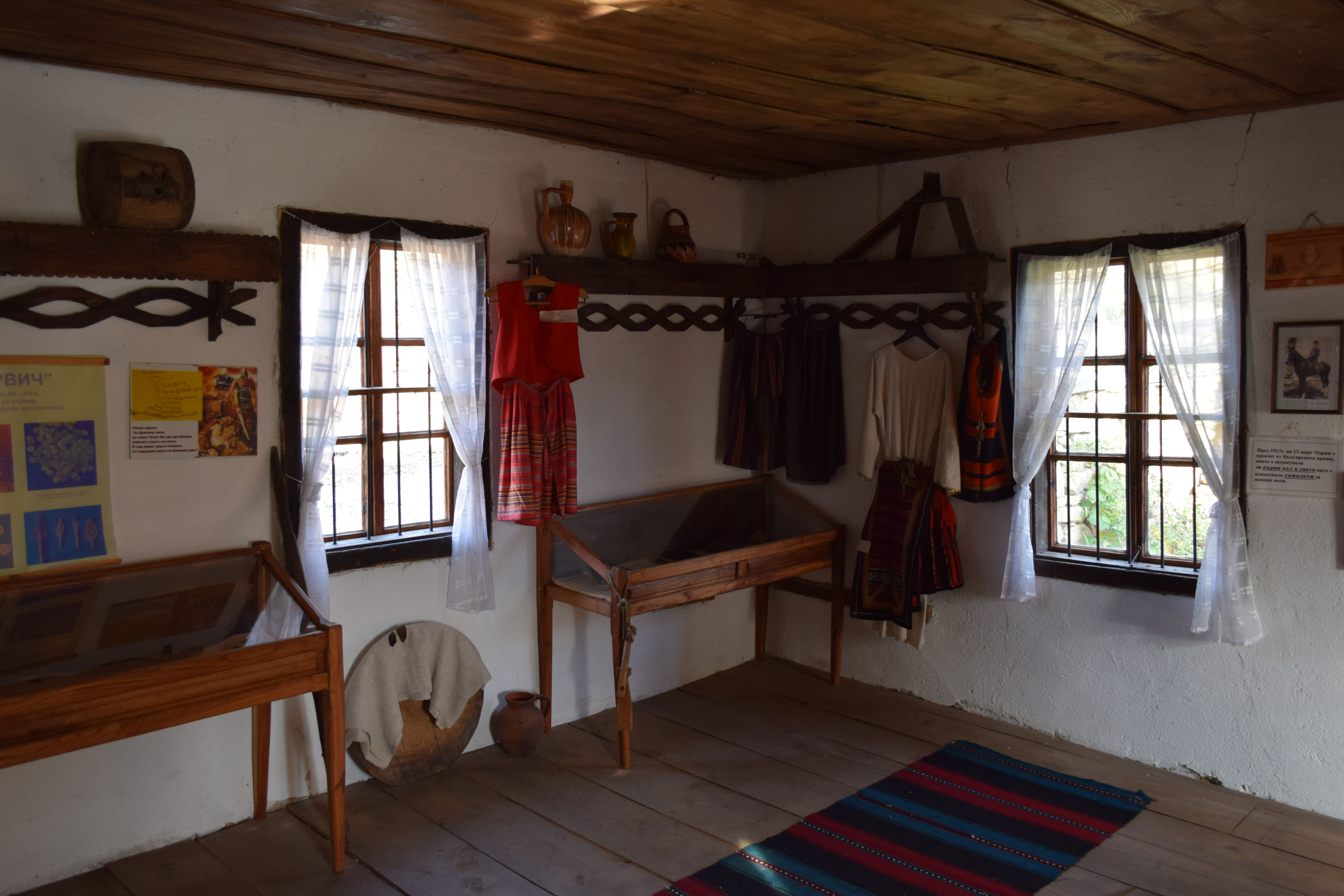